# Mesorhaga stylatoides
Mesorhaga stylatoides är en tvåvingeart som beskrevs av Patrick Grootaert och Henk J.G. Meuffels 1995. Mesorhaga stylatoides ingår i släktet Mesorhaga och familjen styltflugor. Inga underarter finns listade i Catalogue of Life.